# Project Runway Latin America (temporada 3)
La tercera temporada de Project Runway Latin America se estrenó el 2 de septiembre de 2013 por el canal de televisión Glitz*. Cuenta con la participación de 16 diseñadores provenientes de Argentina, Bolivia, Brasil, Chile, Colombia, El Salvador, México y Venezuela. Este programa es conducido por Eglantina Zingg, quien a su vez es jurado junto con el diseñador venezolano Ángel Sánchez y Ariadne Grant. Los diseñadores son guiados por el diseñador colombiano Jorge Duque ganador de la primera temporada de Project Runway Latin America. Cada episodio dura 60 minutos, con comerciales, y presenta un desafío de diseño y confección a los participantes, cuya valoración por los jurados puede destacarlos hasta otorgarles inmunidad para el siguiente desafío o puede llevarlos a salir de la competencia.

## Episodios

### Episodio 1: Be Yourself
Los 16 diseñadores, llegan a México con una tela de 5 metros de los representaba, que fue el material del primer desafío: "Be Yourself".
El mentor y ganador de la primera temporada de Project Runway Latin America es Jorge Duque. El ganador del desafío tuvo inmunidad en el próximo.
- Jurado: Eglantina Zingg, Ángel Sánchez, Ariadne Grant y Lorena Saravia (invitada).
- Ganador del desafío: Matías Hernán
- Sale de competencia: Mario Rodríguez y Luis Gerardo Támez

### Episodio 2: Cake Lovers
Los diseñadores tenían que inspirarse en un pastel cuya forma era escogida al azar para su diseño.
- Jurado: Eglantina Zingg, Ángel Sánchez, Ariadne Grant y Daniela Urzi (invitada).
- Ganadora del desafío: Steph Orozco
- Sale de competencia: Estefania Agussi

### Episodio 3: Women at Work
Los diseñadores crearon un outfit de 3 piezas inspirado para la mujer trabajadora. Este tendría que ser apto para la oficina, y, además, un elegante traje para la noche con solo agregrar un elemento extra. Aparte de la inmunidad, el ganador del desafío tendría una mención en la revista Marie Claire.
- Jurado: Eglantina Zingg, Ángel Sánchez, Ariadne Grant y Mar Abascal (invitada).
- Ganador del desafío: Gustavo García
- Sale de competencia: Gimena Figueroa

### Episodio 4: ¡Los opuestos se atraen!
Los diseñadores visitaron el Museo Soumaya, lugar donde encontrarían su inspiración para el desafío: Obras de arte del siglo XX y arte prehispánico. Trabajando en parejas, debían crear dos vestuarios (uno avant-garde y otro comercial derivado de éste) de manera individual, pero uniendo un solo concepto. Antes de la pasarela, las parejas decidirían quién defendería el diseño avant-garde, y quién defendería el otro. Las parejas, elegidas al azar, fueron las siguientes (ganadores en negrita):
- Gustavo y Lorena
- Alejandro y Matías
- Mariana Arellano y Valeria.
- Mariana Vélez y Enéas.
- Jonathan y Salim.
- Steph y Lalula.
- Jurado: Eglantina Zingg, Ángel Sánchez, Ariadne Grant y Beatriz Calles (invitada).
- Ganadores del desafío: Gustavo García y María Lorena Kaethner
- Sale de competencia: Valeria de la Fuente

### Episodio 5: Videoclip
En esta ocasión, los diseñadores tenían que diseñar un vestuario para la cantautora mexicana Ely Guerra. Éste tendría que ser cómodo, chic y sobre todo, apto para el escenario. El diseño ganador en este desafío sería portado por la artista en uno de sus conciertos.
- Jurado: Eglantina Zingg, Ángel Sánchez, Ariadne Grant y Ely Guerra (invitada).
- Ganador del desafío: Jonathan Morales
- Sale de competencia: Salim Kadamani

### Episodio 6: Diseñando para Live Aqua
Para este desafío, los diseñadores se inspiraron en el Hotel Live Aqua para crear una colección Cápsula. Tom Short, Director del hotel escogió al líder de cada equipo basándose en sus bocetos y cómo incorporaban en estos la esencia del hotel. Los líderes en esta ocasión fueron Mariana V. y Enéas.
Los equipos, conformando de 5 personas cada uno, fueron los siguientes (equipo ganador en azul):
| Equipo de Mariana V. | Equipo de Enéas |
| -------------------- | --------------- |
| Mariana Vélez        | Enéas           |
| Jonathan             | Alejandro       |
| María Lorena         | Matías          |
| Mariana Arellano     | Steph           |
| Lalula               | Gustavo         |

- Jurado: Eglantina Zingg, Ángel Sánchez, Ariadne Grant y Thomas Short (invitado).
- Ganadores del desafío: Enéas Neto, Alejandro Dejay, Matías Hernán, Steph Orozco y Gustavo García.
- Sale de competencia: Lalula Vivenzi

### Episodio 7: Flower Power
Para este desafío, los diseñadores viajaron a Xochimilco, lugar de inspiración para sus diseños. Utilizando solamente flores naturales, los 9 diseñadores restantes debían crear un vestido de gala en un día. El diseñador ganador de este desafío obtuvo inmunidad para el próximo.
- Jurado: Eglantina Zingg, Ángel Sánchez, Ariadne Grant, Chuy Navarro (invitado) y Milagros Schmoll (invitada).
- Ganadora del desafío: María Lorena Kaethner
- Sale de competencia: Mariana Vélez

### Episodio 8: Renovando Estilos
En este desafío, los diseñadores debieron actualizar en parejas un vestido vintage. 
- Jurado: Eglantina Zingg, Ángel Sánchez, Ariadne Grant y Pelayo Díaz (invitado).
- Ganadores del desafío: Jonathan Morales y Steph Orozco
- Sale de competencia: Alejandro Dejay

### Episodio 9: Samsonite
En este desafío, cada diseñador eligió una modelo con una maleta Firelite de Samsonite. En cada maleta había elementos clave para identificar el perfil de una mujer exitosa. Cada diseñador debía crear un traje moderno para dicho perfil.
| Diseñador    | Perfil a diseñar       |
| ------------ | ---------------------- |
| Enéas        | Política               |
| Gustavo      | Actriz                 |
| Jonathan     | Directora de Arte      |
| María Lorena | Gerente de una empresa |
| Mariana      | Dueña de una galería   |
| Matías       | Modelo                 |
| Steph        | Arquitecta             |

- Jurado: Eglantina Zingg, Ángel Sánchez, Ariadne Grant y Fernando Toledo (invitado).
- Ganador del desafío: Jonathan Morales
- Sale de competencia: Gustavo García

### Episodio 10: Lo que traes puesto
En este desafío, los diseñadores debieron crear una prenda usando las que traían puestos uno de sus compañeros. Las prendas fueron distribuidas por sorteo.
- Jurado: Eglantina Zingg, Ángel Sánchez, Ariadne Grant e Ismael Cala (invitado).
- Ganador del desafío: Matías Hernán
- Sale de competencia: Jonathan Morales, por romper las reglas de la competencia

### Episodio 11: Frida
En este desafío, los diseñadores se inspiraron en el estilo y arte de la pintora Frida Kahlo para realizar sus atuendos. Para esto, los diseñadores visitaron la casa donde vivió la artista (que hoy en día es un museo), viendo sus obras y vestidos.
- Jurado: Eglantina Zingg, Ángel Sánchez, Ariadne Grant y Karla Martínez (invitada).
- Ganador del desafío: Enéas Neto
- Sale de competencia: María Lorena Kaethner

### Episodio 12: Pink Carpet
En esta ocasión, los diseñadores recibieron una caja con tela rosa con el que debían crear un vestido de gala inspirado en la lucha contra el cáncer de seno. El vestido ganador fue donado a beneficencia para la campaña de Carolina Herrera y Carolina Herrera de Báez de lucha contra el cáncer de seno.
- Jurado: Eglantina Zingg, Ángel Sánchez, Ariadne Grant y Carolina Herrera de Báez (invitada).
- Ganadora del desafío: Mariana Arellano.
- Sale de competencia: Nadie.

### Episodio 13: Una Prenda Más
Con sus colecciones casi terminadas, los diseñadores debieron realizar una pieza extra para éstas, tomando como inspiración a la mujer Nextel; trabajadora, femenina, elegante, fuerte y exitosa. Lisette Trepaud, directora de relaciones públicas de Nextel, presentó el desafío. En este episodio no hubo pasarela, por lo tanto no hay evaluación del jurado.

### Episodio 14: La Final
Con sus colecciones ya terminadas, los diseñadores participaron en la última pasarela de la temporada. El ganador de la final ganó 25.000$ en efectivo para empezar su propia línea, una nota central en la revista Marie Claire en sus ediciones para México y Latinoamérica y una participación en el Cancún Moda Nextel 2014 y Miami Fashion Week 2014.
- Jurado: Eglantina Zingg, Ángel Sánchez, Ariadne Grant, [[Fey]] (invitada) y Lisette Trepaud (invitada).
- Ganador de la tercera temporada de Project Runway Latin America: Matías Hernán.
- Sale de competencia: Mariana Arellano, Enéas Neto y Steph Orozco.

## Diseñadores
| Diseñador               | Edad | Nacionalidad | Posición |
| ----------------------- | ---- | ------------ | -------- |
| Matías Hernán           | 25   | Chile        | 1.o      |
| Mariana Arellano        | 27   | Venezuela    | 2.a      |
| Enéas Neto              | 32   | Brasil       | 3.o      |
| Steph Orozco            | 23   | México       | 4.a      |
| María Lorena Kaethner   | 29   | Argentina    | 5.a      |
| Jonathan Morales        | 27   | México       | 6.o      |
| Gustavo García Trujillo | 27   | Bolivia      | 7.o      |
| Alejandro Dejay         | 32   | Venezuela    | 8.o      |
| Mariana Vélez           | 26   | Colombia     | 9.a      |
| Lalula Vivenzi          | 26   | Colombia     | 10.a     |
| Salim Kadamani          | 22   | Colombia     | 11.o     |
| Valeria de la Fuente    | 20   | México       | 12.a     |
| Gimena Figueroa         | 30   | Argentina    | 13.a     |
| Estefania Agussi        | 25   | Colombia     | 14.a     |
| Mario Rodríguez         | 22   | El Salvador  | 15.o     |
| Luis Gerardo Tamez      | 41   | México       | 16.o     |